# Drehtanz

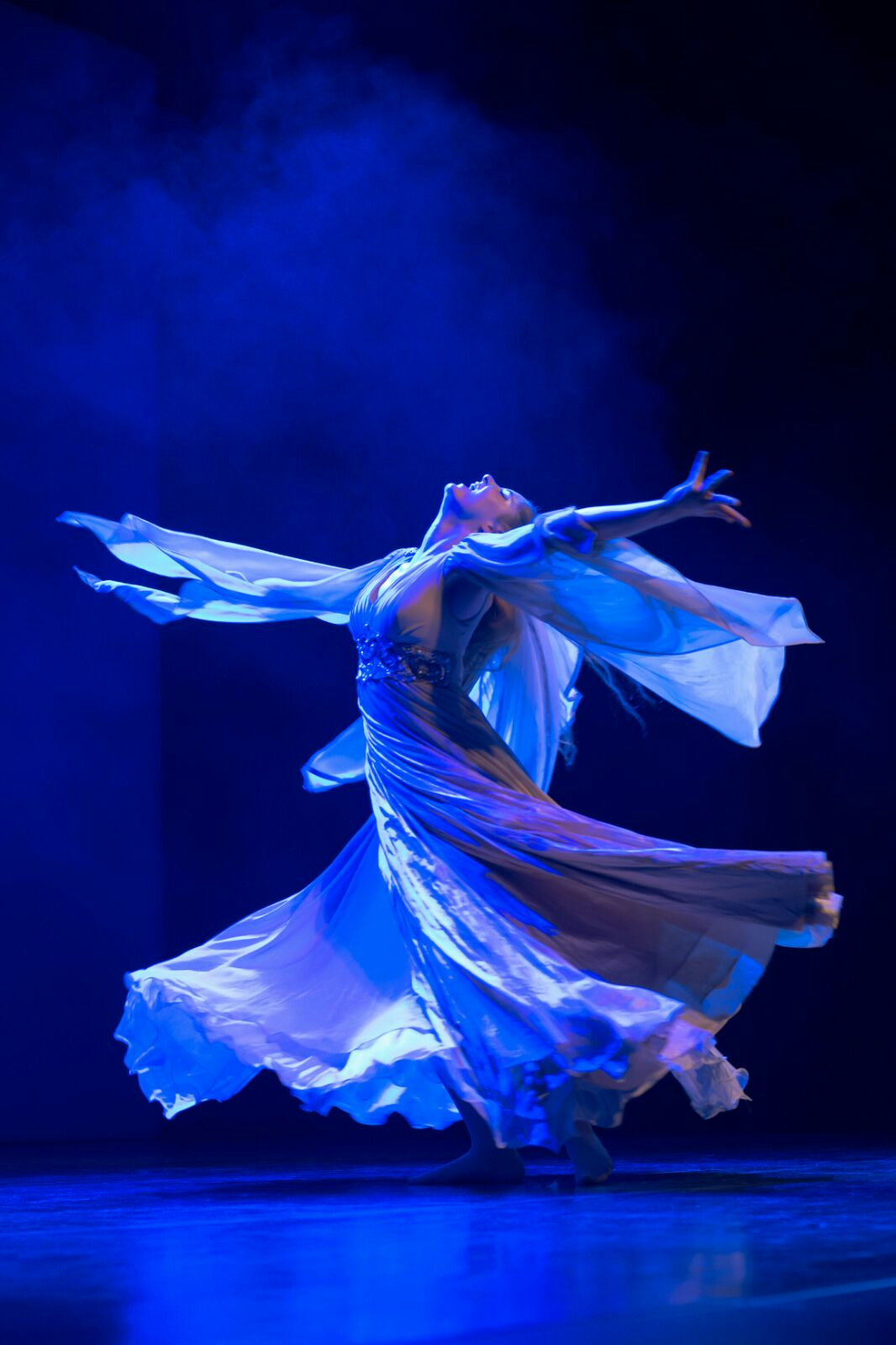

Drehtanz (engl. Whirling) ist eine zeitgenössische Tanzform. Sie entwickelte sich aus dem Türkischen Drehritual oder Sufi whirling. Die Tanzform besteht aus einer kontinuierlichen Drehbewegung.

## Geschichte
Die Drehtechnik kommt aus dem türkischen Drehritual der Sufis.  Traditionellerweise drehten nur Männer. Heutzutage drehen in der Bühnenform Männer und Frauen.

## Technik
Whirling ist heute ein Bühnentanz. Die ihm zugrundeliegende Drehtechnik stammt von den drehenden Derwischen (Sufis): Jene drehen traditionellerweise nach links. Auch in der modernen Bühnentanzform, dem Drehtanz, wird meist noch immer nach links gedreht. Der Rekord im kontinuierlichen Drehen liegt bei vier Stunden. Laut Guinness-Buch der Rekorde liegt der Weltrekord im Drehen bei 3.497 Umdrehungen in einer Stunde, aufgestellt von Nicole McLaren in Zürich am 7. März 2015.